# 남원 백장암 청동은입사향로
남원 백장암 청동은입사향로(南原 百丈庵 靑銅銀入絲香爐)는 대한민국 전북특별자치도 남원시, 백장암에 있는 조선시대의 공예품이다. 1965년 7월 16일 대한민국의 보물 제420호로 지정되었다.

## 개요
향로란 절에서 마음의 때를 씻어주는 의미를 지닌 향을 피우는데 사용하는 기구로 화완·향완이라고도 한다. 향로는 모양에 관계없이 향을 피우는 도구를 총칭하는 말이고 화완, 향완은 밥 그릇모양의 몸체에 나팔모양의 높은 받침대를 갖춘 향로만을 말한다.
백장암청동은입사향로(百丈庵靑銅銀入絲香爐)는 높이 30cm, 입지름 30cm인 이 향로는 몸체와 받침대를 따로 만들어 연결하였고, 전체에 은실을 이용한 장식(은입사)이 훌륭한 작품이다. 입 주위 넓은 테인 전에는 가는 선으로 된 원이 9개가 있고, 그 안에 범자를 새겼고 그 사이에 덩굴무늬를 가득차게 새겼다.
몸통 표면에 이중의 가는 선으로 된 원을 은실로 새기고, 그 안에 5개의 작은 원을 만들고 그 안에 범자를 각각 새겨 넣었다. 원과 원 사이에는 덩굴무늬가 가득 차 있고, 몸통 아래쪽에 두 줄로 18개의 연꽃잎이 있다. 받침대는 2단으로 되어 있으며 ,위에 길쭉한 연꽃잎 6장이 있고 그 아래로 덩굴무늬가 있다.
이 화로에 사용된 은실로 만든 가는 선 모양은 매우 아름다워 놀라울 정도이며, 무늬도 화려하고 우아하다.
입 주위 전 아랫부분에는 글씨가 있어 조선 선조 17년(1584)에 만들었음을 알 수 있다.

## 같이 보기
- 백장암

## 참고 자료
- 남원 백장암 청동은입사향로 - 국가유산청 국가유산포털